# Gioachino Colombo
Pour les articles homonymes, voir Colombo (homonymie).
Gioachino Colombo, né en 1903 à Legnano et mort en 1987 à Milan, est un ingénieur automobile italien.

## Biographie

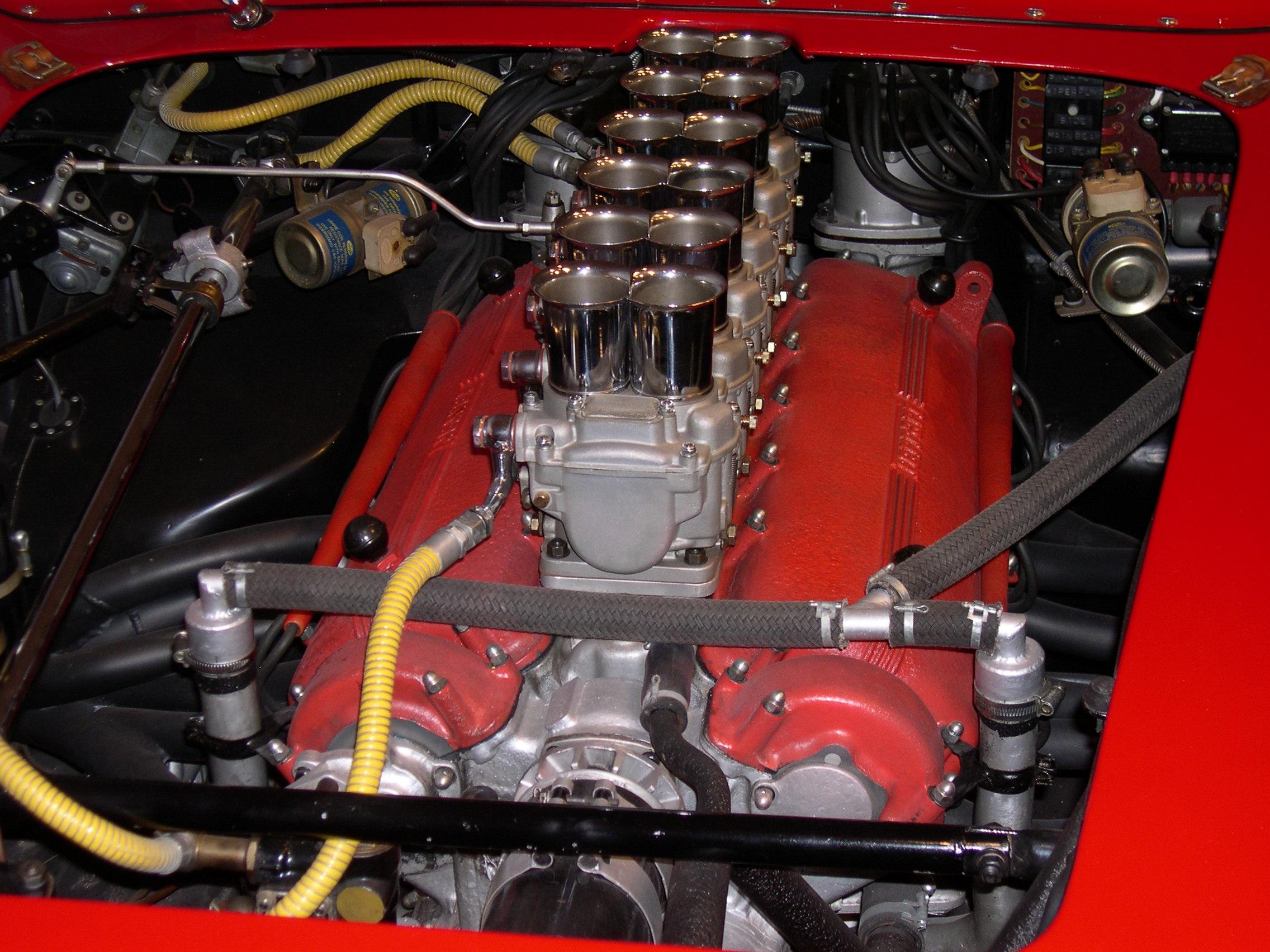
Moteur « Colombo » d'une Ferrari 250 Testa Rossa de 1961.

Gioacchino Colombo commence à travailler comme apprenti de Vittorio Jano chez Alfa Romeo. En 1937, il conçoit le moteur 158 pour l'Alfetta et retient l'attention d'Enzo Ferrari. Après la guerre, Ferrari demande à Colombo de concevoir un petit V12 pour l'intégrer dans les voitures de course et les voitures de route qu'il a en projet.
Le chef-d'œuvre de Colombo pour Ferrari est un petit moteur V12 de 1 500 cm3, d'abord utilisé dans la 125 S. Ce moteur, connu sous le nom de « moteur Colombo » sera produit pendant plus de quinze ans dans différentes configurations allant jusqu'à une cylindrée de 3 300 cm3.
Cependant, ce moteur n'a jamais été très brillant en compétition, malgré quelques succès sur la 125 et la 166. Qu'il soit naturellement alimenté ou compressé, les résultats n'ont jamais été probants. Ferrari va alors chercher le travail d'un autre ingénieur, Aurelio Lampredi. Celui-ci conçoit un gros V12 atmosphérique qui remplacera le « Colombo ».
Colombo quitte Ferrari en 1950 pour retourner chez Alfa Romeo, où il devient responsable du service compétition, contribuant aux succès de Nino Farina en 1950 et de Juan Manuel Fangio en 1951.
En 1953, Colombo part chez Maserati pour participer au développement de la Maserati A6GCM puis de la Maserati 250F de Grand Prix. Deux années plus tard, il rejoint Bugatti pour travailler sur la 251. Enfin il rejoint MV Agusta en 1957 où il restera jusqu'en 1970.